# 円乗寺 (明石市)
円乗寺（えんじょうじ）は、兵庫県明石市大蔵町にある顕本法華宗の寺院。山号は壽量山。

## 歴史
寛永2年（1624年）日円上人により創建。京都妙満寺の末寺。

## 境内
- 山門
- 本堂

## 所在地
〒673-0873 兵庫県明石市大蔵中町7-9

## 周辺
- 稲爪神社
- 西林寺 (明石市)
- 大蔵院
- 大徳寺 (明石市)
- 長寿院 (明石市)
- 月照寺 (明石市)
- 国道2号、国道28号
- 大蔵海岸
- 西国街道

## 交通
- 山陽電鉄 大蔵谷駅 から徒歩約4分、人丸前駅 から徒歩約4分
- JR西日本山陽本線 朝霧駅 から徒歩約15分